# USS John S. McCain (DDG-56)
Pour les autres navires du même nom, voir USS John S. McCain.
L’USS John S. McCain (DDG-56) est un destroyer américain de la classe Arleigh Burke. Il est nommé d'après John S. McCain, Sr. et John S. McCain, Jr., amiraux de l'United States Navy pendant la Seconde Guerre mondiale. Le nom du sénateur John S. McCain (John Sidney McCain III), fils et petit-fils des amiraux déjà cités,  y est également associé depuis le 12 juillet 2018. 
Il appartient à la Septième flotte américaine, opérant dans l'océan Pacifique Ouest et dans l'océan Indien.

## Histoire du service

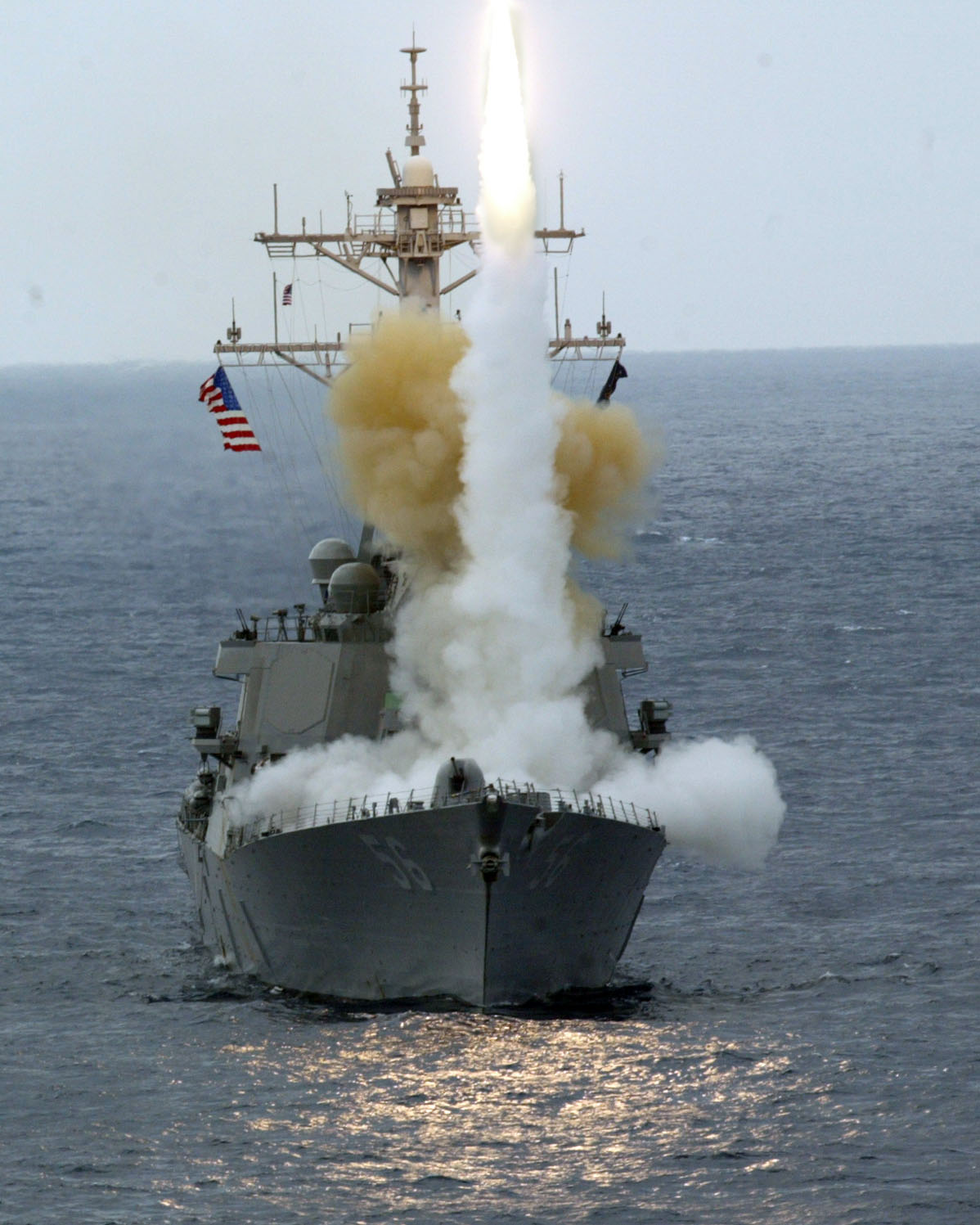
Le USS John S. McCain tirant un missile RIM-66 Standard lors d'un exercice, 6 février 2004.

Admis au service actif en 1994 et toujours en service en 2018, il a été construit au chantier naval Bath Iron Works dans le Maine et son port d’attache est initialement Pearl Harbor, Hawaii, mais en 2007, il rejoint  la base navale de Yokosuka au Japon.
En janvier 2003, l'USS John S. McCain fut envoyé dans le golfe Persique. Il lança 39 missiles de croisière Tomahawk en soutien de l'invasion de l'Irak et reçut la distinction "Navy Unit Commendation" pour son engagement. L'USS John S. McCain a été récompensé de la distinction "Navy Battle E" en 2003 et 2004 au niveau de la flottille DESRON 15.
Le 16 février 2007, le John S. McCain fut récompensé de la distinction "Navy Battle E" 2006 au niveau de l'US Navy.
En juin 2009, le John S. McCain a été lancé à la poursuite du cargo nord-coréen Kang Nam 1 qui naviguait vers la Birmanie en application de la résolution des Nations unies mettant en place un embargo sur les exportations d'armes par la Corée du Nord. Le navire était suspecté de transporter des armes pour la junte birmane. Le Kang Nam 1 retourna en Corée du Nord sans débarquer sa cargaison en Birmanie.
Le 11 juin 2009, un sous-marin de la marine de la République Populaire de Chine serait entré en collision avec le sonar remorqué du John S. McCain près de Subic Bay, Philippines. L'incident a occasionné des dommages au sonar, mais a été décrit comme une "collision fortuite".
En juillet 2009, le destroyer s'amarra au terminal passagers international de Yokohama pour une escale de courtoisie. Le navire fut ouvert au public le 22 juillet 2009.
En mars 2011, à la suite du séisme de la côte Pacifique du Tōhoku, il est déployé au nord-est de Honshū, participant aux efforts de secours des sinistrés japonais. 
En avril 2013, pendant la crise des missiles nord-coréens, il est envoyé au large de la Corée

### Collision avec un pétrolier

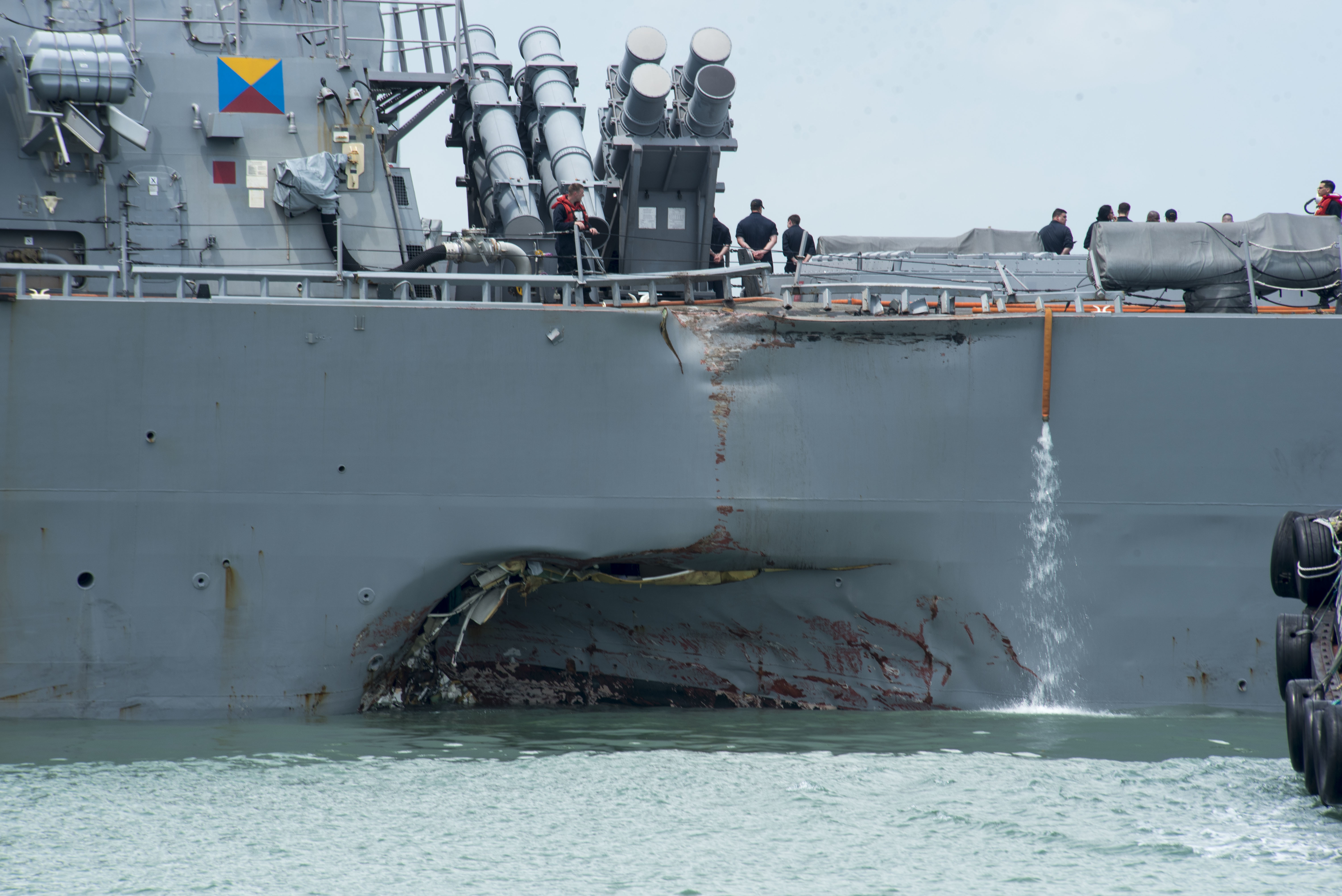
Dommages sur l'USS John S. McCain, le 21 août 2017.

Le 21 août 2017, le destroyer entre en collision dans le détroit de Malacca au large de Singapour avec le Alnic MC, un navire pétrolier de 183 mètres pour 30 000 tonnes battant pavillon libérien, provoquant d'importants dégâts à son bord, cinq blessés et la disparition de dix marins,. Le USS  John S. McCain réussit à regagner sous escorte la base navale de Changi mais sous sa propre propulsion.
Il s'agit de la seconde collision majeure en moins de deux mois entre un bateau de la Septième flotte de l'US Navy et un navire civil après celle de l'USS Fitzgerald en juin 2017 qui causa la mort de sept marins américains. En conséquence, l'amiral général de la flotte du Pacifique, Scott Swift, décide le 23 août du renvoi du vice-amiral Joseph P. Aucoin commandant de la 7e flotte, au motif d'« une perte de confiance [...] en sa capacité à commander » cette dernière. Il est remplacé par le contre-amiral Phil Sawyer. 
Une commission officielle a conclu, après enquête, que l'accident était dû aux écrans tactiles multiples de la passerelle de commande, dont la complexité a conduit à la collision. En conséquence, en août 2019, l'US Navy a annoncé l'abandon des systèmes tactiles dans les deux ans sur tous ses destroyers ou contre-torpilleurs, au profit d'un retour aux manettes physiques. ProPublica a mené une enquête très détaillée sur le rôle de la technologie dans la catastrophe.